# Bahía del Pájaro
La bahía del Pájaro está ubicada en la península Loranchet al noroeste de la isla de la gran Tierra en el archipiélago de los Kerguelen. Primera tierra abordada durante el descubrimiento del archipiélago por Yves de Kerguelen (1772) después por James Cook (1776), resguarda en su fondo el primer lugar nombrado de la isla: Puerto-Christmas que sirvió durante dos siglos de puerto a las naves.

## Geografía
La bahía está localizada al extremo norte del archipiélago de los Kerguelen y se abre en dirección del Este entre el cabo Francés al norte y la punta del Arco de los Kerguelen que la cierra al sur (y la separa de la bahía de la Dauphine). Se extiende sobre 3,8 km de longitud y 2,1 km de anchura máxima. Está sobrevolada por el monte Havergal (552 metros) y, a causa del relieve que la rodea, constituye un puerto de atraque de las naves bien resguardado de los vientos y de la mar de fondo, utilizado principalmente en el siglo XIX durante las campañas de pesca de la ballena y de la caza de la foca.

## Descubrimiento

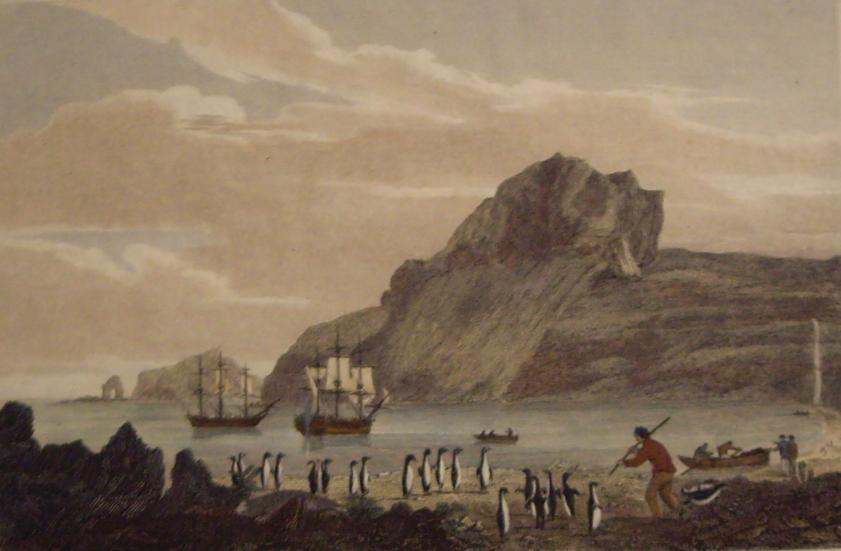
Atraque de James Cook en la bahía en 1776 (según una grabado de John Webber, 1784).

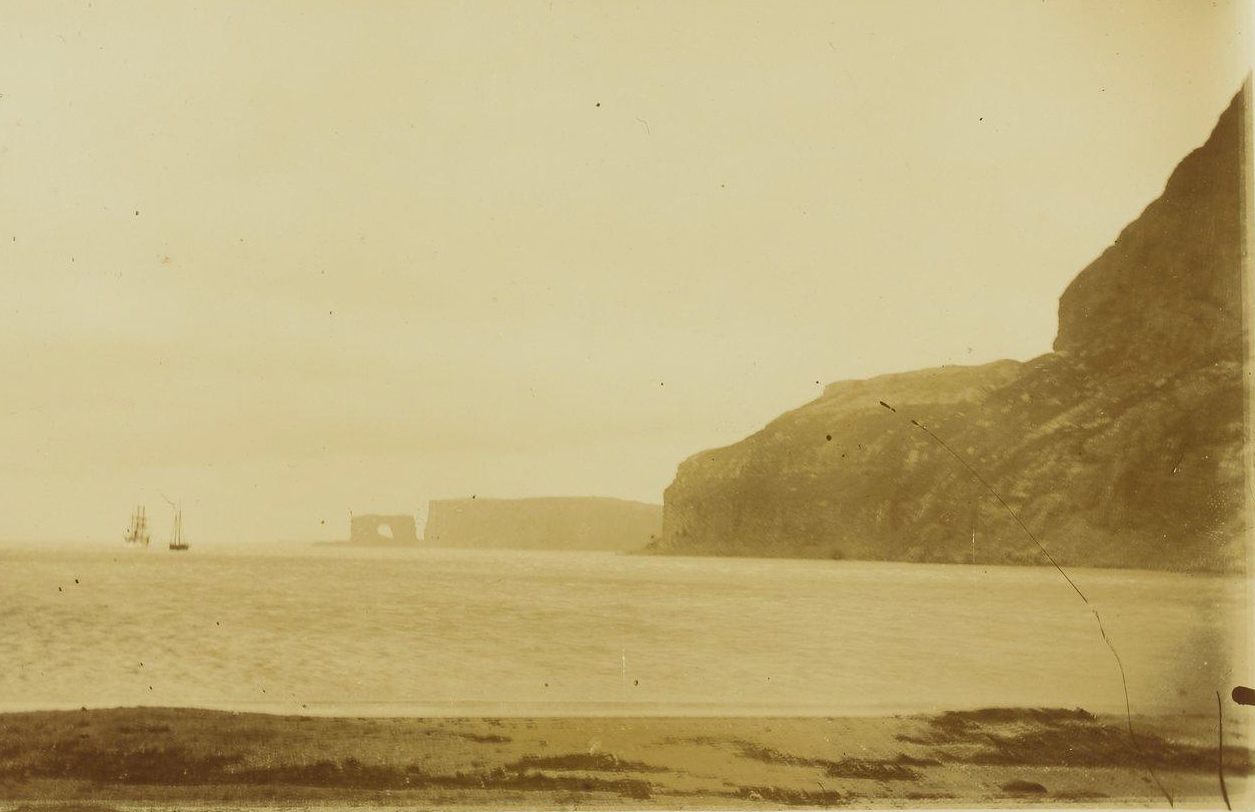
La bahía del pájaro y el arco de los Kerguelen (al fondo), durante la toma de posesión por el Eure el 2 de enero de 1893.

Durante su primer viaje en febrero de 1772, Yves Joseph de Kerguelen de Trémarec divisó el lugar pero no pudo desembarcar, atracando al sur en la bahía del León-Marino donde toma posesión del archipiélago en nombre del rey de Francia. Al segundo viaje, aborda el archipiélago en diciembre de 1773 y entra en la cala que nombra bahía del Pájaro, según el nombre de su fragata El Pájaro mandada por el Señor de Rosnovet. Envía, el 6 de enero de 1774, a su teniente Henri Pascal de Rochegude a tierra al fondo de la bahía para dejar un mensaje de pasaje y de toma de posesión en una botella, acción que será renovada de manera solemne el 1.º enero 1893 por el comandante Lieutard del Eure.

## Fauna y flora
La flora está limitada a diversas musgos y líquenes que forman una tundra, algunas juncos en el lugar en el que desembocan las aguas de escorrentía del lago Rochegude pero sin la presencia de árboles ni de arbustos lo que habría justificado la apelación de « islas de la Desolación » por James Cook durante su estancia en 1776. En cambio, su cirujano de a bordo, William Anderson, tenía desde esta fecha anotada la presencia de la col de Kerguelen en el lugar, lo que podía servir de preciosa fuente de vitamina C para luchar contra el escorbuto que golpeaba a las tripulaciones. Durante la expedición Erebus y Terror llevada en 1840 por James Clark Ross, el doctor McCormick que exploró los contrafuertes del monte Havergal encontró sin embargo troncos de árboles fósiles que aportan así la prueba de la presencia de bosques sobre el archipiélago en un antiguo periodo geológico,. El archipiélago contemporáneo no posee estrictamente ningún árbol ni arbusto.
La bahía acoge asentamientos temporales de pingüinos reales y varios pájaros (pétreles, albatros) anidando sobre los acantilados que cierran la cala, así como de otarios y elefantes de mar del sur que descansan sobre la orilla al fondo de la bahía,,. Ballenas francas australes han sido también observadas en las inmediaciones de la bahía y sobre las costas noroeste del archipiélago.